# Penafiel (freguesia)
Penafiel is een plaats (freguesia) in de Portugese gemeente Penafiel en telt 7883 inwoners (2001).

## Sport
FC Penafiel is de betaaldvoetbalclub van Penafiel.

## Geboren
- Fernanda Ribeiro (23 juni 1969), hardloopster

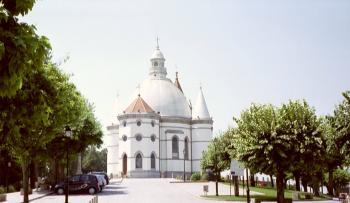
De kerk van Penafiel, boven op een heuvel